# Ramiano
Ramiano è una frazione del comune di Calestano, in provincia di Parma.
La località dista 3,29 km dal capoluogo.

## Geografia fisica
La frazione sorge alla quota di 545 m s.l.m., sulla cima di uno sperone roccioso che si protende dal versante destro della val Baganza.

## Storia
In epoca medievale nel piccolo borgo fu edificata una cappella, menzionata per la prima volta nel 1230.
Nel 1249 il Comune di Parma donò al conte Alberto Fieschi il feudo di Calestano, comprendente anche i castelli di Marzolara, Alpicella e Vigolone e le terre annesse.
Nel 1426 il condottiero Pier Maria I de' Rossi, per conto del duca di Milano Filippo Maria Visconti, conquistò i manieri fliscani della val Baganza, che furono posti sotto il presidio di Niccolò de' Terzi, il Guerriero; la guerra proseguì per anni e nel 1431 Niccolò Piccinino promise al conte Gian Luigi Fieschi la restituzione delle rocche di Marzolara, Calestano e Vigolone al termine del conflitto, con la clausola che nel frattempo rimanessero nelle mani di Niccolò Terzi, ma nel 1439 Filippo Maria Visconti assegnò i feudi al cancelliere di Niccolò Piccinino Albertino de' Cividali e successivamente ai conti di Canino e a Giovanni da Oriate. Infine nel 1443, al termine della guerra, il Duca restituì i castelli al conte Giannantonio Fieschi in segno di riconoscenza per la sua devozione.
Nel 1650 Carlo Leone e Claudio Fieschi alienarono i feudi di Calestano, Marzolara, Vigolone e Alpicella con tutte le pertinenze al conte Camillo Tarasconi; i suoi eredi ne mantennero i diritti fino alla loro abolizione decretata da Napoleone nel 1805.
L'anno seguente Ramiano divenne frazione del nuovo comune (o mairie) di Calestano.
In seguito al tracciamento della provinciale a fondovalle agli inizi del XX secolo, il borgo, fino ad allora situato lungo l'antica strada a mezzacosta di collegamento tra Felino e Calestano, subì un graduale spopolamento.

## Monumenti e luoghi d'interesse

### Chiesa dei Santi Gervaso e Protaso

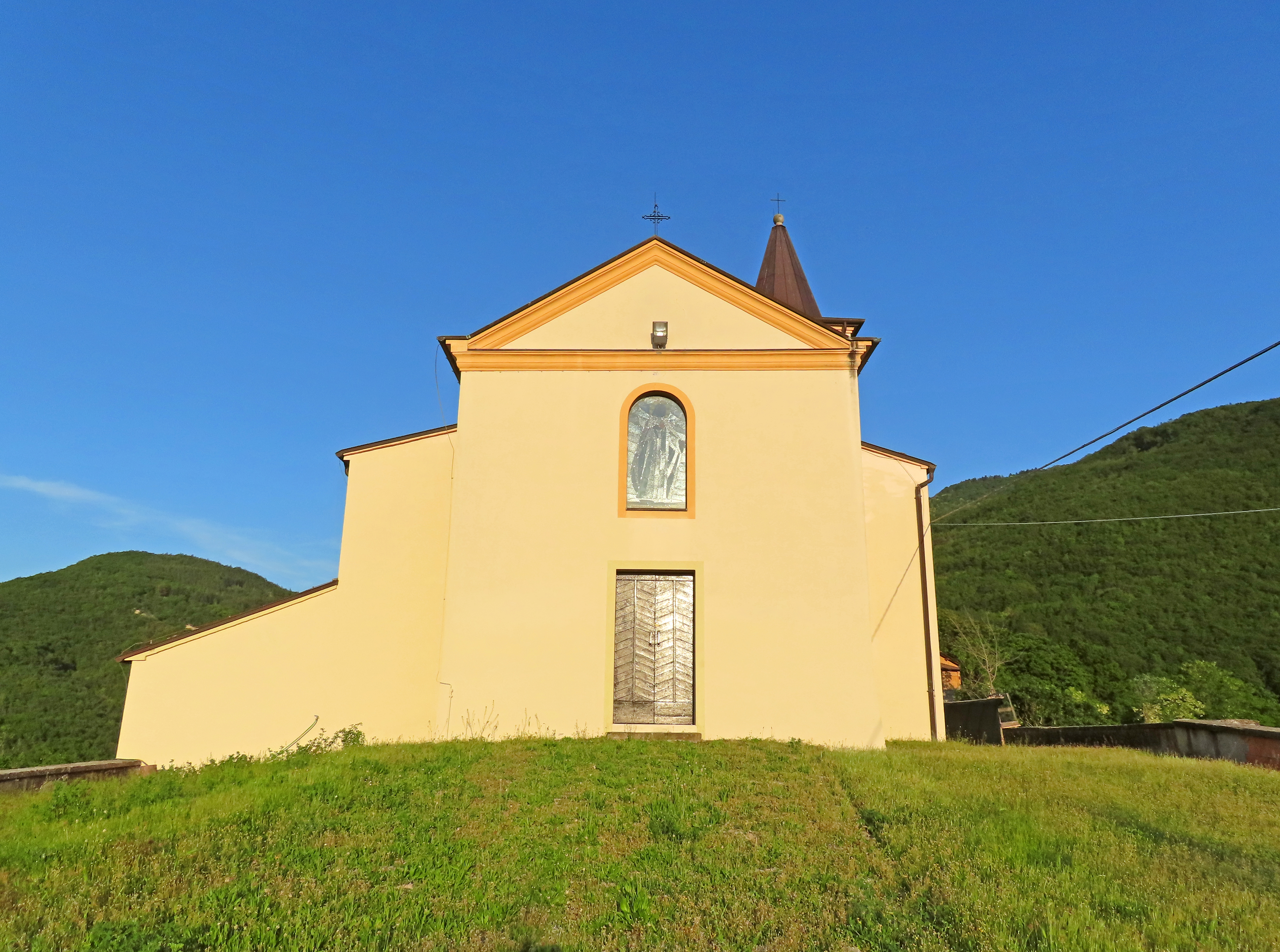
Chiesa dei Santi Gervaso e Protaso

Menzionata per la prima volta nel 1230, la chiesa romanica fu completamente ristrutturata in forme neoclassiche nel corso del XVIII secolo; modificata nel 1900, fu restaurata tra il 1980 e il 2000. Il luogo di culto, affiancato da due cappelle e decorato internamente con lesene, conserva una pala d'altare barocca e una croce astile argentea risalenti al XVII secolo.